# (4979) Otawara
(4979) Otawara es un asteroide perteneciente al cinturón de asteroides, descubierto el 2 de agosto de 1949 por Karl Wilhelm Reinmuth desde el Observatorio de Heidelberg-Königstuhl, Alemania.

## Designación y nombre
Designado provisionalmente como 1949 PQ. Fue nombrado Otawara en honor del fotógrafo y escritor japonés Akira Otawara publicó en el año 1983 dos libros sobre astronomía.

## Características orbitales
Otawara está situado a una distancia media del Sol de 2,167 ua, pudiendo alejarse hasta 2,480 ua y acercarse hasta 1,855 ua. Su excentricidad es 0,144 y la inclinación orbital 0,910 grados. Emplea 1165 días en completar una órbita alrededor del Sol.

## Características físicas
La magnitud absoluta de Otawara es 14,3. Tiene 3,204 km de diámetro y su albedo se estima en 0,244.